# 蔡天文

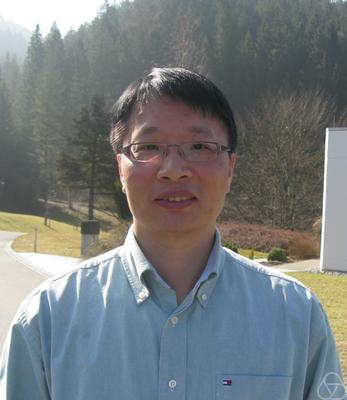
蔡天文

蔡天文（英語：T. Tony Cai，1967年3月21日—），中国旅美统计学家，宾夕法尼亚大学沃顿商学院教授。其主要研究方向包括高维统计推断、大范围假设检验、非参数函数估计、函数数据分析、小波方法和应用、统计决策论等。

## 生平
蔡天文出生于浙江瑞安，1986年毕业于杭州大学（现浙江大学）数学系。后考取上海交通大学硕士研究生。1988年毕业后任职于上海模具研究所。次年赴美国康奈尔大学留学，师从著名统计学家劳伦斯·布朗（Lawrence D. Brown）。1996年获博士学位。2000年出任宾夕法尼亚大学副教授，不久升任为终身教授。

## 荣誉
蔡天文是国际数理统计学会会士（2006年），2008年获得统计学界最高奖“考普斯会长奖”。

## 家庭
哈佛大学生物统计系教授蔡天西是蔡天文的妹妹。他的父亲蔡笑晚曾经是一位乡村医生。